# Partenza da zero
Partenza da zero (titolo originale The Escape Orbit) è un romanzo breve fantascientifico di James White pubblicato dalla Ace Books nel 1965.
L'opera venne pubblicata per la prima volta dalla rivista britannica New Worlds nel febbraio, marzo e aprile del 1964 con il titolo di Open Prison e successivamente riproposto nel 1965 con il titolo di The Escape Orbit.. 
Fu selezionato tra i finalisti del premio Nebula del 1966.

## Trama
Warren viene sbarcato dai "Bugs", una specie aliena in guerra con l'umanità, in un pianeta prigione. In realtà è una prigione "aperta": nessun campo di lavoro obbligatorio, nessuna costrizione. A Warren appare come una Arcadia idilliaca, finché non incontra gli altri prigionieri da tempo sul pianeta. Nel corso del tempo infatti si sono formate due fazioni: i "Civili", ex militari ormai stanziati sul pianeta con mogli e figli, e il "Comitato", costituito da soldati che hanno mantenuto stili di vita e disciplina militare e che progettano di fuggire ad ogni costo dal pianeta.
Warren, che è Maresciallo di Settore e dunque l'ufficiale di grado più alto sul pianeta, dopo un iniziale periodo di sconcerto assume il comando dei sopravvissuti del "Comitato" e con un compromesso politico con i "Civili" il cui leader è l'ex Ammiraglio Peters, appoggia il Progetto di Fuga del Maggiore Anderson così motivandolo: ogni ufficiale fatto prigioniero in guerra ha il dovere di fare ogni sforzo per fuggire e ricongiungersi alla sua unità.
Il piano di fuga, reso difficoltoso dai primitivi mezzi tecnologici a disposizione dei prigionieri, dopo numerose traversie alla fine viene portato a compimento con successo. I terrestri inscenano un finto naufragio di un'astronave per attirare sulla superficie del pianeta una navetta di sorveglianza degli alieni, quindi si impadroniscono del mezzo.
Warren in realtà ha deciso di favorire il Progetto di Fuga del Maggiore Anderson solo per evitare che conflitto tra i prigionieri possa sfociare in una crudele guerra civile. È infatti convinto che se i soldati del "Comitato" rimanessero sul pianeta, inevitabilmente entrerebbero in guerra con i "Civili" e le due fazioni probabilmente si distruggerebbero a vicenda.
I soldati che fuggiranno con lui, dopo aver catturato la nave spaziale "Bugs" in orbita attorno al pianeta, si stabiliranno su un altro pianeta per continuare la lotta ai "Bugs", mentre ai civili rimasti è affidato il compito di creare un nuovo modello di società.
Il suo ultimo ordine prima di lasciare il pianeta è quindi: "...Trattate bene i prigionieri "Bugs", cercate di comunicare con loro, di farli conoscere ai vostri figli... quando tra sei o sette generazioni lascerete il pianeta troverete ovunque gli avanzi dei vecchi imperi, dovrete raccoglierli TUTTI,  e creare una società migliore e multispecie... .

## Critica
È considerato da diversi critici un romanzo con una conclusione piuttosto cruda sul tema della guerra intesa come assolutamente imprescindibile dalla natura umana,   come quella dura “necessità della guerra” già affermata da Tucidide, per il quale la principale caratteristica della natura umana è il desiderio inesauribile di accrescimento, e il desiderio di accrescimento non può che comportare il desiderio di annientare il rivale.
James White riprende l'analisi spietata di Tucidide sugli uomini che la guerra “rendono necessaria”, ma guidato e sorretto dalla sua visione pacifista della vita e da una visione utopica di un'umanità migliore (anche rispetto a Tom Godwin che trattò il tema dei prigionieri nelle guerre spaziali nel suo Gli esiliati di Ragnarok, in termini bellicisti e di un revanchismo tipico degli anni della Guerra fredda), ne diede una interpretazione personalissima, e nel contempo piuttosto amara, che già fa presagire il cupo disincanto delle successive opere del 1974 pubblicate nel ciclo Guerra eterna da Joe Haldeman.
Già nel 1964, i curatori di Urania, Carlo Fruttero  e Franco Lucentini, avevano colto l'originalità di White, e nella introduzione al n° 355 di Urania così commentavano : "… basterà lasciare i nemici catturati su un mondo lontano….. dove la vita è come una lunga vacanza....".

## Edizioni
- Open Prison , 1963
- Partenza da zero,  n° 355/1964 Urania (a cura di Carlo Fruttero e Franco Lucentini, traduzione di Beata della Frattina, copertina di Karel Thole).
- Ristampe:
  - Urania n. 756 del 1978
  - Urania Collezione n. 101, giugno 2011 (pubblicato unitamente a Vita con gli automi)